# يوليوس ييجو
يوليوس ييجو (٤ يناير ١٩٨٩) رياضي كيني في سباقات المضمار والميدان ينافس في لعبة رمي الرمح يلقب بالسيد يوتيوب لانة تعلم أساسيات اللعبة من اليوتيوب من خلال مشاهدة مقاطع فيديو لرياضيي الرمح يقول ما دفعني لذلك هو عدم وجود مختصين في اللعبة في المنطقة وكذلك تحديا للحالة المادية حقق رقم شخصي ٩٢.٧٢متر .